# Округ Алзеј-Вормс
Округ Алзеј-Вормс је округ у немачкој савезној држави Рајна-Палатинат. 
Површина округа је 588 km². Крајем 2009. имао је 124.758 становника. Има 69 насеља, од којих је седиште управе у граду Алзеј. 
Округ Алзеј-Вормс је добио име по градовима Алзеј и Вормс, од којих је Вормс засебан град који не припада овом округу. Оба града су настала као римски војни логори. Некада је ова област чинила такозвани Рајнски Хесен. Река Рајна је источна граница округа, одакле се брда благо уздижу ка западу. 